# Roca Roja (Cabó)
La Roca Roja és una muntanya de 1.781 metres que es troba entre els municipis de Cabó i de Coll de Nargó, a la comarca de l'Alt Urgell.